# Skeleton-Nordamerikacup 2013/14
Der Skeleton-Nordamerikacup 2013/14 war eine von der Fédération Internationale de Bobsleigh et de Tobogganing (FIBT) veranstaltete Rennserie, die zum insgesamt vierzehnten Mal (zum zweiten Mal unter dem Namen Nordamerikacup) ausgetragen wurde und neben dem Intercontinentalcup und dem Europacup zum Unterbau des Weltcups gehört. Die Ergebnisse der acht (Männer) bzw. sechs (Frauen) Saisonläufe an drei Wettkampforten flossen in das FIBT-Skeleton-Ranking 2013/14 ein.
Die Quotenplätze für die einzelnen nationalen Verbände wurden auf Grundlage des FIBT-Rankings aus der Vorsaison vergeben:
Bei den Männern konnten Kanada, die USA, Australien, Japan, Mexiko und Südkorea mit je vier Athleten an den Start gehen. Alle anderen Nationen aus Amerika, Asien und Ozeanien erhielten drei Startplätze, alle Nationen aus Europa und Afrika zwei Startplätze.
Bei den Frauen konnten Kanada, die USA, Japan und Australien mit je vier Athletinnen teilnehmen. Alle anderen Nationen aus Amerika, Asien und Ozeanien erhielten drei Startplätze, alle Nationen aus Europa und Afrika zwei Startplätze.

## Männer

### Veranstaltungen
| Datum             | Ort         | Sieger              | Zweiter             | Dritter           |
| ----------------- | ----------- | ------------------- | ------------------- | ----------------- |
| 14. November 2013 | Calgary     | Evan Neufeldt       | Alexander Tretjakow | Sergei Tschudinow |
| 15. November 2013 | Calgary     | Alexander Tretjakow | Sergei Tschudinow   | Joseph Cecchini   |
| 21. November 2013 | Park City   | Alexander Tretjakow | Sergei Tschudinow   | Yun Sung-bin      |
| 22. November 2013 | Park City   | Alexander Tretjakow | Sergei Tschudinow   | Yun Sung-bin      |
| 23. November 2013 | Park City   | Shinsuke Tayama     | Yun Sung-bin        | Sean Greenwood    |
| 4. Dezember 2013  | Lake Placid | Austin McCrary      | Shinsuke Tayama     | Michael Rogals    |
| 9. Januar 2014    | Lake Placid | Michael Rogals      | Evan Neufeldt       | Kyle Brown        |
| 10. Januar 2014   | Lake Placid | Michael Rogals      | Stephen Garbett     | Kyle Brown        |

### Einzelwertung
| Platz | Sportler            | Land               | Punkte |
| ----- | ------------------- | ------------------ | ------ |
| 1     | Shinsuke Tayama     | Japan              | 302    |
| 2     | Alexander Tretjakow | Russland           | 290    |
| 3     | Austin McCrary      | Vereinigte Staaten | 263    |
| 4     | Yun Sung-bin        | Südkorea           | 260    |
| 5     | Joseph Cecchini     | Italien            | 260    |
| 6     | Sergei Tschudinow   | Russland           | 250    |
| 7     | Michael Rogals      | Vereinigte Staaten | 228    |
| 8     | Evan Neufeldt       | Kanada             | 198    |
| 9     | Barrett Martineau   | Kanada             | 198    |
| 10    | Lee Han-sin         | Südkorea           | 185    |

## Frauen

### Veranstaltungen
| Datum             | Ort         | Siegerin         | Zweite           | Dritte           |
| ----------------- | ----------- | ---------------- | ---------------- | ---------------- |
| 14. November 2013 | Calgary     | Carli Brockway   | Marina Gilardoni | Elisabeth Vathje |
| 15. November 2013 | Calgary     | Carli Brockway   | Marina Gilardoni | Madison Charney  |
| 21. November 2013 | Park City   | Marija Orlowa    | Elisabeth Vathje | Gracie Clapp     |
| 22. November 2013 | Park City   | Marija Orlowa    | Jelena Nikitina  | Anne O’Shea      |
| 23. November 2013 | Park City   | Elisabeth Vathje | Jelena Nikitina  | Olga Nikandrowa  |
| 4. Dezember 2013  | Lake Placid | Gracie Clapp     | Elisabeth Vathje | Megan Henry      |

Die letzten beiden angesetzten Rennen im Januar in Lake Placid konnten nicht offiziell gewertet werden, da das Teilnehmerfeld nicht den FIBT-Vorgaben entsprach. Laut Reglement müssen mindestens sechs Athletinnen aus mindestens drei Nationen am Start sein; die sieben gemeldeten Athletinnen kamen jedoch nur aus zwei Nationen.

### Einzelwertung
| Platz | Sportlerin       | Land                         | Punkte |
| ----- | ---------------- | ---------------------------- | ------ |
| 1     | Elisabeth Vathje | Kanada                       | 315    |
| 2     | Madison Charney  | Kanada                       | 237    |
| 3     | Marija Orlowa    | Russland                     | 236    |
| 4     | Gracie Clapp     | Vereinigte Staaten           | 234    |
| 5     | Megan Henry      | Vereinigte Staaten           | 208    |
| 6     | Veronica Day     | Vereinigte Staaten           | 198    |
| 7     | Jelena Nikitina  | Russland                     | 180    |
| 8     | María Montejano  | Spanien                      | 170    |
| 9     | Katie Tannenbaum | Amerikanische Jungferninseln | 152    |
| 10    | Kellie Delka     | Vereinigte Staaten           | 151    |